# Eupagiocerus dentipes
Eupagiocerus dentipes is een keversoort uit de familie snuitkevers (Curculionidae). De wetenschappelijke naam van de soort werd in 1896 gepubliceerd door Walter Fielding Holloway Blandford.